# Pintér Szilárd

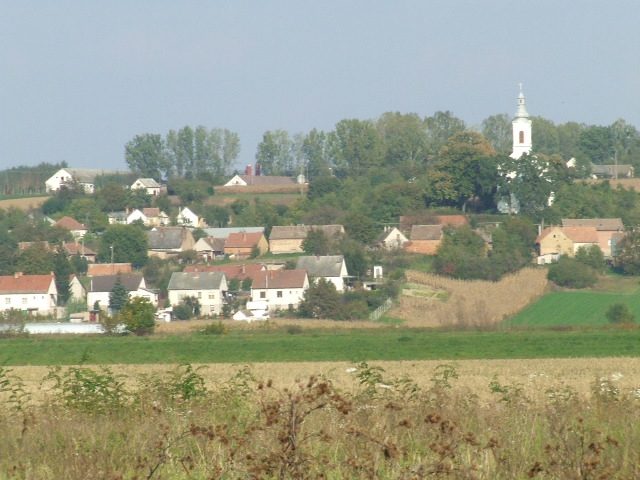
Csikóstőttős látképe

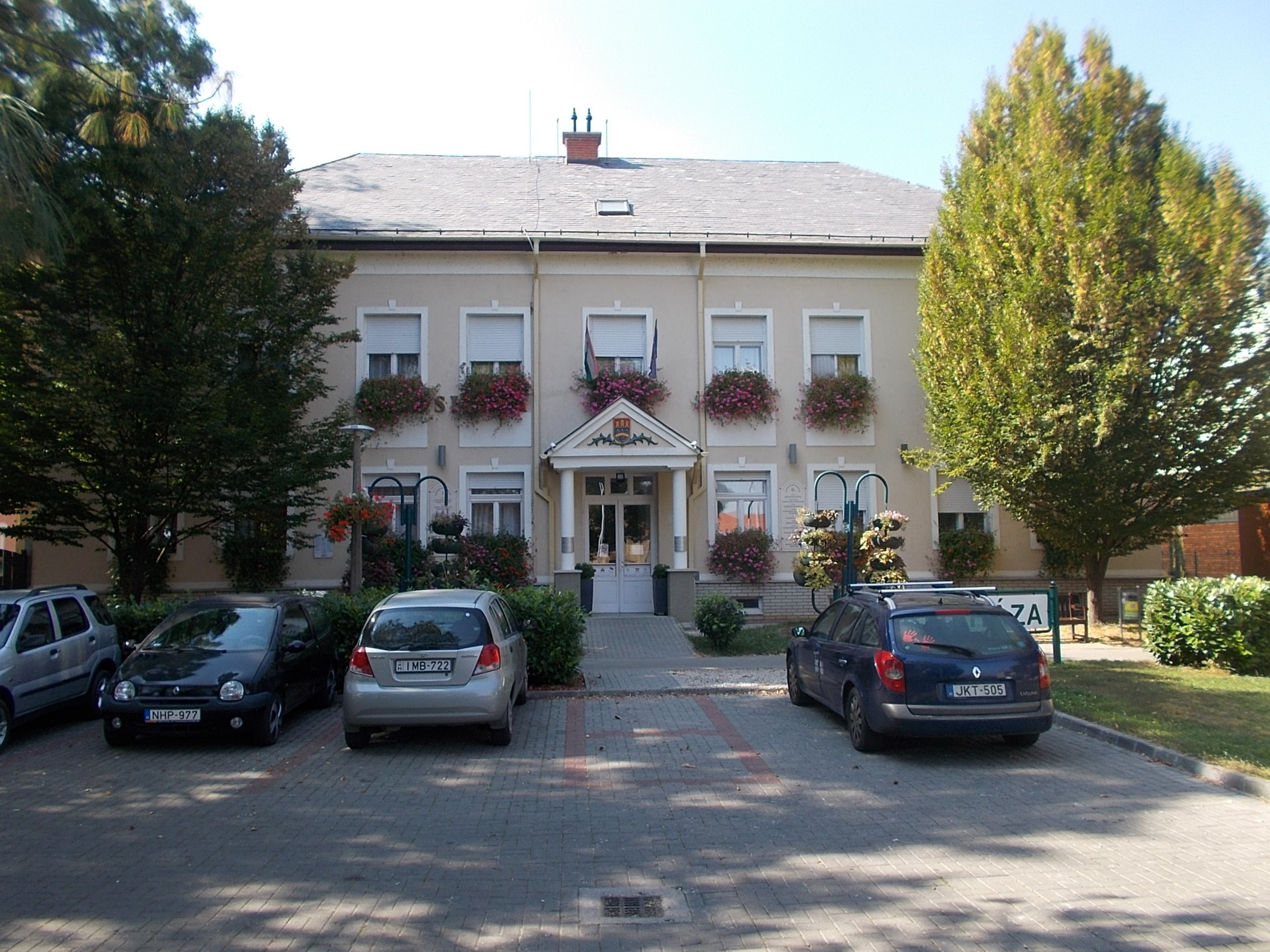
A városháza Dombóváron

Pintér Szilárd (Komló, 1967. február 18.) banki szakember, Csikóstőttős település, majd Dombóvár város polgármestere, a Fidesz-KDNP támogatásával.

## Életútja
Komlón született, de alapiskoláit Csikóstőttősön végezte. A bonyhádi Közgazdasági Szakközépiskolában érettségizett. Elvégezte a Nemzetközi Bankárképzőt 1995-1998 között Budapesten. 30 évet dolgozott a Takarékszövetkezetnél: 1989-től a mágocsi Hegyhátvidéke Takarékszövetkezetnél dolgozott belső ellenőrként. A komlói kirendeltségen volt 1998-2000 között az aktív üzletág vezetője. 2001–2019 közti időszakban Völgység-Hegyhát Takarék és Hungária Takarék összeolvadásától a Hungária Takarék hálózati igazgatója. 1994-től képviselő a csikóstőttősi önkormányzatnál. 1998–2019 periódusban Csikóstőttős polgármestere. A Pajta színház létrehozásával országos ismertséget szerzett Csikóstőttősnek és magának. 2019. október 13-tól Dombóvár város polgármestere.

### Családja
Felesége: Pintér Szilárdné (Pintér Katalin), közgazdász. Lányai: dr. Pintér Dorottya, jogász, közgazdász és Pintér Kata, bölcsész.

## Díjak, elismerések
- Hungária Takarékért - 2017[2]
- Bezerédj István-díj - 2012[3]
- Takarékszövetkezetért Érdemérem - 2007

## Társasági tagság
- Kapos-menti Terület- és Vidékfejlesztési Társulás tagja és elnöke - 2015

## Külső hivatkozások
- Ismét egy jó ügy érdekében tárgyalt Pintér Szilárd polgármester
- Pintér Szilárd - Dombóvár új a Fidesz-KDNP színeiben induló polgármester jelöltje 20190619
- Kaposmenti Terület- és Vidékfejlesztési Társulás - Pintér Szilárd elnök